# لينووود (كاليفورنيا)
لينووود (بالإنجليزية: Lynwood)‏ هي إحدى مدن مقاطعة لوس أنجليس، كاليفورنيا. تم إعطاءها لقب مدينة في 21 يوليو، 1921.

## توأمة
للينووود (كاليفورنيا) اتفاقيات توأمة مع كل من:
- Talpa de Allende [الإنجليزية]‏
- مدينة أغواسكاليينتس
- تشيهواهوا
- زاكاتيكاس

## أعلام
- شين موسلي
- كيفين كوستنر
- دودلي ديكرسون
- فيدر
- فينوس ويليامز
- جيمي كليفلاند
- أل بينتون
- ريك أدلمان